# Ludvig Conrad Neckelmann
Ludvig Conrad Neckelmann (født 28. maj 1784 i Æbeltoft, død 17. maj 1865) var en dansk jurist og historisk forfatter. 
Neckelmann blev student fra Fredericia Skole 1800, juridisk kandidat 1804 og studerede derefter i Kiel. I 1805 blev han auditør ved det slesvigske infanteriregiment, 1810 byfoged i Randers samt herredsfoged i de dermed forenede jurisdiktioner (indtil 1814 Houlbjerg og Galten Herreder, 1814-19 Nørhald og Støvring Herreder) og 1819 tillige borgmester. Neckelmann tog sig ivrig af den by, han således fik anvist til virkekreds, og da han tillige havde megen historisk interesse, kom han snart ind på studier i Randers gamle rådstuearkiv. I 1830 skrev han en Udsigt over Randers Kjøbstad, og i 1833 påbegyndte han en Randers Kjøbstads Beskrivelse, af hvilken dog kun udkom den almindelige del indtil 1448 og en afhandling om fiskeriet i Randers Fjord. Også til sit skrift Om Kommunevæsenet i Danmark (1836) har han benyttet oplysninger fra Randers tingbøger. Af interesse for byens opkomst fremkom han i 1832 med et noget fantastisk Forslag til Pramfart mellem Limfjorden og Gudenaa. 
Neckelmann var i 1831 bleven justitsråd, og hans embedsvirksomhed og duelighed vare ofte blevne hædrende omtalte af kongen og kancelliet. Men han blev nu indviklet i nogle uregelmæssige sportuleringsforhold, og ved en Højesteretsdom blev han i 1838 idømt en mulkt på 1000 rigsdaler. I anledning heraf søgte og fik han i 1839 sin afsked med pension. Efter den tid levede han i Randers uden at beklæde noget embede. Han fortsatte sin litterære virksomhed, udgav et par skrifter af juridisk indhold og et ugeblad, Turisten (1840), men var navnlig optaget af at samle materiale til et stort værk om det skandinaviske Stamfolks Urtid og Oldtid, hvilken han søgte at oplyse væsentlig ved studier over folkesproget og stednavnene. Da han var henimod 80 år gammel, begyndte han 1861 
udgivelsen af dette værk under titel Skandinaviske Blade. Men kun 1. bind udkom, inden forfatteren døde.